# Wyspy Cooka na Letnich Igrzyskach Olimpijskich 2024
Wyspy Cooka na Letnich Igrzyskach Olimpijskich 2024 – występ kadry sportowców reprezentujących Wyspy Cooka na igrzyskach olimpijskich, które odbyły się w Paryżu we Francji, w dniach 26 lipca – 11 sierpnia 2024.
Reprezentacja Wysp Cooka liczyła dwoje zawodników - kobietę i mężczyznę, którzy wystąpili w 2 dyscyplinach.
Był to dziesiąty start Wysp Cooka na letnich igrzyskach olimpijskich.

## Reprezentanci

### Lekkoatletyka
| Zawodnik     | Konkurencja       | Runda 1  | Runda 1 | Runda 2  | Runda 2 | Półfinał | Półfinał | Finał    | Finał   | Pozycja | Źródło |
| Zawodnik     | Konkurencja       | Rezultat | Pozycja | Rezultat | Pozycja | Rezultat | Pozycja  | Rezultat | Pozycja | Pozycja | Źródło |
| ------------ | ----------------- | -------- | ------- | -------- | ------- | -------- | -------- | -------- | ------- | ------- | ------ |
| Alex Beddoes | bieg na 800 m (m) | DNS      | DNS     | DNS      | DNS     | DNS      | DNS      | DNS      | DNS     | DNS     | [ 1 ]  |

### Pływanie
| Zawodnik         | Konkurencja              | Eliminacje | Eliminacje | Półfinał | Półfinał | Finał | Finał | Źródło |
| Zawodnik         | Konkurencja              | Czas       | Poz.       | Czas     | Poz.     | Czas  | Poz.  | Źródło |
| ---------------- | ------------------------ | ---------- | ---------- | -------- | -------- | ----- | ----- | ------ |
| Lanihei Connolly | 100 m st. klasycznym (k) | 1:10.45    | 32.        | NQ       | NQ       | NQ    | NQ    | [ 2 ]  |